# 스틸 플라워
"스틸 플라워"는 2016년에 개봉한 대한민국의 영화이다.

## 캐스팅
- 정하담
- 김태희
- 유안
- 박명훈
- 최문수

## 수상
- 2016년 제36회 한국영화평론가협회상 신인여우상 - 정하담
- 2017년 제4회 들꽃영화상 여우주연상 - 정하담